# Mohamed Rafrafi
Œuvres principales
"L'écume des vers" (Poésie)
Mohamed Rafrafi (en arabe : محمد الرفرافي), né en 1950 à Tunis, est un poète, écrivain, journaliste et traducteur tunisien. En 1975, il quitte la Tunisie pour résider dans différents pays arabes et européens avant de s’installer durablement en France depuis 1984.

## Biographie
Descendant d'une famille de forgerons depuis plusieurs générations, Mohamed Rafrafi (de son nom complet Mohamed Béchir Rafrafi) porte un nom de famille dérivé de Raf Raf (nom d’une ville côtière du nord-est de la Tunisie située à une soixantaine de kilomètres de Tunis) ville de ses ancêtres paternels morisques, d'origine Andalouse. En 1971, il commence une carrière de correcteur, de journaliste et de traducteur dans le domaine culturel, pour le compte de journaux et magazines tunisiens de langue arabe mais aussi d'expression française dont les quotidiens L'Action et La Presse, et le bimensuel Femina. Il participe également à l’animation d’une émission culturelle de télévision produite par le réalisateur tunisien Rachèd Belghith. Il poursuit à la même période ses études supérieures à l'Institut de presse et des sciences de l'information (IPSI) ainsi qu’à la faculté des lettres et des sciences humaines de Tunis. Ce parcours universitaire, sporadiquement interrompu, est finalement couronné par un diplôme de Master en littérature arabe délivré (en 2009) par l’Institut national des langues et civilisations orientales (Inalco, membre de l’Université Sorbonne Paris Cité, USPC), sur un mémoire intitulé: «La ville dans la poésie arabe contemporaine» rédigé sous la direction de Luc Deheuvels et de Sobhi Boustani.

## Expériences arabe et européenne
En 1975, il quitte sa Tunisie natale pour un séjour de cinq ans, réparti sur plusieurs villes arabes. Oran, Alger, Tripoli, Le Caire, ensuite Bagdad où il entame des études en philosophie, mais il les interrompt pour s’installer à Beyrouth-Ouest, en pleine guerre civile libanaise, où il reprend ses activités de presse au sein du mouvement national libano-palestinien.
Cette expérience va lui coûter ultérieurement le refus des autorités suédoises de sa demande d’asile politique, et il se voit ainsi expulsé de force vers son pays natal. Son extradition en 1980 vers la Tunisie, sous le régime de Bourguiba, lui vaut le retrait de son passeport et une rétention de deux jours, et finit par être relaxé grâce à la pression en sa faveur de l'opposition parlementaire suédoise et d’Amnesty International auprès des instances tunisiennes.
Malgré ses tentatives de reprendre une vie normale dans son pays, les autorités politiques en place ne voient pas de bon œil sa collaboration avec le journal Erraï (L’Opinion) de l’opposant Hassib Ben Ammar, ni sa correspondance de presse pour Al Mostaqbal, revue hebdomadaire libano-arabe publiée alors à Paris, ni celle pour Al-Mukif Al-Arabi, hebdomadaire de langue arabe paraissant à Nicosie, Chypre. De ce fait, il choisit en 1983 de quitter à nouveau la Tunisie pour Chypre, où il rejoint l’équipe de rédaction dudit hebdomadaire, en tant qu’éditorialiste et chroniqueur des affaires de l’Europe, du Maghreb et de l’Afrique. Après quinze mois de résidence chypriote, la direction du journal lui propose de s’installer en France en tant que correspondant permanent à Paris.

## L’extension des activités
De Paris, Mohamed Rafrafi s’ouvre du fait de son expérience professionnelle à d’autres médias arabophones en France mais aussi au Royaume-Uni, au Golfe et en Tunisie. En plus de sa collaboration avec certains organes de presse écrite, il collabore avec la Radio Tunisienne, la Radio France internationale (RFI, Info en langue arabe) et avec la chaîne arabe de télévision (l’ANN, basée à Londres). Pour celle-ci, il produit et anime, de 1998 à 2002, un programme culturel du nom de Fadhaa al Anwar (Espace des lumières), dont certaines émissions sont réalisées à Paris, ainsi qu’à Tunis, à Amman, à Bagdad et au Caire.

## Œuvres

### Poésie

#### En arabe
Zabadou'l-Bouhour (Écume des vers), Poésie 1977-1996, recueil de poèmes publié en arabe dans la collection "Libre Parole", éd. L’Harmattan, 1996  (ISBN 2-7384-4533-0)
Zabadou'l-Bouhour dans la presse arabe:
- "L'écume des vers se distingue par sa diversité dans la manière d'écrire le poème moderne, de manière que le lecteur demeure perplexe entre la forme du poème et «la parole poétique»."
(Samuel Shimon, dans le quotidien Al-Quds al-Arabi, paraissant à Londres, 21/1/1997)
- "Mohamed Rafrafi appartient à la génération tunisienne des années soixante-dix. Mais d’emblée, il était totalement différent des poètes de sa génération, puisqu'il écrivait une poésie toujours distincte de fond et de forme… Peut-être parce que ce poète, féru de musique, puisait aux sources que beaucoup de ses pairs ignoraient... Il suivait également l'évolution de la poésie occidentale tout en poursuivant les nouveaux courants poétiques dans le Machrek arabe. Il est ainsi parvenu à occuper sa place comme étant l'une des voix distinguées de la poésie en Tunisie et dans le Maghreb arabe."
(Abdelfattah Khalil, dans l'hebdomadaire Al-Wassat, paraissant à Londres; n°261 du 27/1/1997)
- "La poésie de Mohamed Rafrafi dépasse la métrique et les références antiques et modernes, c'est la poésie de la vie et la poésie de la poésie. Elle surmonte l'espace dans un mouvement continuel et rebondissant, et rejette l'immuabilité des choses."
(M. Ghazali, dans la revue Al-Massar, organe de l'Union des écrivains tunisiens, n° 32-33, octobre 1997)
- "Mohamed Rafrafi a choisi dès le début deux chemins: le premier mène vers une écriture poétique différente adjacente à la musique, et le second mène aux expériences de la création poétique en Orient et en Occident, ce qui l'avait conduit à parcourir plusieurs villes pour se retrouver enfin à Paris, capitale des lumières." (M. Chabbi, dans le bimensuel bilingue (arabe-français)
L'observateur, publié à Tunis. N° du 10/1/1998)

#### En français
L'écume des vers, recueil de poèmes paru en français dans la collection "Poètes des cinq continents", éd. L’Harmattan, 2009  (ISBN 978-2-296-08219-9)
Dans la préface de ce recueil, intitulée Un Premier Mot, Mohamed Rafrafi écrit :
Les poèmes et les textes, traduits ou adaptés dans le présent recueil (voir Liste, à la page suivante), ont été sélectionnés parmi ceux publiés (1996) en arabe sous le titre zabadou'l bouhour, dans la collection internationale Libre Parole des éditions L'Harmattan.. J’espère, par le biais de cette édition en langue française dans la collection Poètes des cinq continents, pouvoir contribuer à élargir le champ de l'échange interculturel, voulu par l'éditeur…
Et d’ajouter :
Afin de reconstituer le puzzle de mes traits, j’ai enfin pensé refaire le puzzle temporel et foliaire de ces textes. Le présent recueil contient, entre autres, des poèmes et des textes, dont la plupart, sont écrits au départ dans la langue arabe et par la suite, adaptés de l’arabe par moi-même, ou traduits vers le français par le critique littéraire tunisien Mohamed Moumen ou par ma compagne Hédia Dridi, avec l'aimable révision de la poète et amie, Josyane De Jesus-Bergey. Les trois illustrations dans cette écume, sont l’œuvre de l’artiste syrien Youssef Abdelki. Quant au dessin illustrant ma compagne et figurant sur la page 56, je l’ai moi-même improvisé en 1982.
Extrait (figurant sur la 4e page de couverture):
Le vers du poème s'éclate en morceaux.

Au fond de moi, il n’en reste

que des éclats de miroir.

### Narration
Grand enfant : Associé à 31 écrivaines et écrivains de différents pays arabes, Mohamed Rafrafi participe à l’écriture d’un ouvrage collectif en arabe intitulé «Kitab younqidhou tiflan» (Un livre sauve un enfant) par un récit littéraire pour enfant sous le titre de «Assabiyou'l kabir» (Grand enfant), page 111. Les recettes de la vente de la première édition de ce livre sont au profit des enfants syriens fuyant la guerre. Ce livre est publié en 180 pages chez l’éditeur libanais "Arab Scientific Publishers, Inc." (Addar al arabiya lil'ouloum Nashiroun) Beyrouth, Liban, 2015,  (ISBN 978-614-01-1474-6)

### Traductions

#### Du français vers l’arabe
- Le plaisir du Texte par Roland Barthes, traduction publiée chez le Centre national de développement (CDN) Beyrouth (Liban), 1990.
- Eaux Fortes[7], (Poésie) de Federico Mayor, traduction parue en 1997 chez Al-Ghani Ets[8]. Rabat, Maroc
- Les œuvres complètes du poète français Stéphane Mallarmé, traduction dont une partie est publiée sous le titre "Saisons de Mallarmé" dans la revue culturel "Les Arabes et la pensée universelle", éditée par le Centre national de développement (CDN), Beyrouth, Liban, automne 1990. En 1989, la traduction de cette œuvre reçoit le soutien de la direction du livre au Ministère de la Culture (France)
- USA-URSS la détente[9], par Anne de Tinguy, éd. Complexe, Bruxelles, 1985  (ISBN 978-2870271599); traduction publiée chez Al-Mukif Al-Arabi, Nicosie, Chypre, 1985.
- Stratégie pour un développement durable du tourisme au Sahara, par M. Azzedine Hosni, traduction publiée par l’UNESCO 2000.
- Comme une confession de pierres[10], (Poésie) de Josyane De Jesus-Bergey, chez "Rumeurs des Âges"[11], 2003, La Rochelle, France
- Le Pouvoir et la Vie, tome 1, éditions Compagnie 12, 1988, de l'ancien président français, Valéry Giscard d’Estaing, traduction parue dans l’hebdomadaire londonien de langue arabe al-Hawadeth, 1989.

#### De l’arabe vers le français
En plus de ses traductions vers l'arabe de plusieurs poèmes, parus sporadiquement dans diverses revues, de poètes français ou d'expression française, tels que Paul Éluard, René Char, Jules Supervielle, Lorand Gaspar, Jean-Pierre Faye, Jacques Brel, la poétesse et musicienne franco-marocaine Sapho et des tunisiens d'expression française tels que Moncef Ghachem, Mohamed Aziza, Tahar Bekri, Raouf Raïssi, Mohamed Rafrafi traduit aussi vers le français, des poèmes de poètes d'expression arabe tels que, entre autres, le palestinien Mahmoud Darwish ou tunisiens, Khaled Najar, Béchir Kahwaji et Aisha Khadraoui…

#### Révisions
- Rewriting de la traduction vers l'arabe d’un tome de l'Histoire générale de l'Afrique, éd. l'UNESCO, 1980, sous la direction de Pr. Hichem Djaït (Tunisie)
- Co-révision avec Josyane de Jesus-Bergey, de la traduction de l'arabe vers le français, réalisée par Hédia DRIDI, du recueil de poèmes de l’irakienne Wafaa Abed Al Razzaq, intitulé "Mémoires de l'enfant de la guerre"[16], traduction éditée avec le sous-titre : Ne volez pas ma voix, chez l’Harmattan, dans la collection "Poètes des cinq continents"[17], décembre 2008

## Activités artistiques
- Hadith al watar (Parole des cordes): spectacle poético-historico-musical avec le violoniste musicien tunisien Walid Gharbi[18] dans le cadre du Festival de la Médina[19] de Tunis, 1998, organisé chaque année pendant le Ramadan par la municipalité du Grand Tunis. Le volet historique du spectacle retrace le parcours de la musique tunisoise durant un siècle.

- Les beaux-arts et les multimédias: Conférence donnée l’été 2000 à Sfax, deuxième ville de Tunisie, dans le cadre du Festival international des arts plastiques de Mahrès.

## Activités associatives
Ces activités qui sont réparties sur une période d’environ vingt ans, ont lieu en France, mais aussi dans d’autres pays européens et arabes :
- Conseiller de presse auprès du «Centre National de Développement», Paris-Beyrouth, institution indépendante de recherche et d’édition, fondée et administrée par le philosophe syro-libanais feu Moutaa Safadi[20]. 1989/1999
- Ex-membre du Press club de France, dès sa création en Juin 1986
- Conseiller de presse à «l'Université Euro-Arabe Itinérante»[21] fondée et présidée par Pr. Mohamed Aziza, écrivain franco-tunisien.
- Président du Comité Culturel Tunisien en France, 1995/1996
- Président de l'Union des Écrivains Tunisiens d'Europe, 1996/1999
- Président du Comité de Soutien du Festival international des arts plastiques de Mahrès, Mahrès, Gouvernorat de Sfax, Tunisie, 1999/2001